# غراب سفلي
غراب سفلي (بالفارسية: گراب سفلی) هي مدينة تقع في إيران في ناحية لوداب. يقدر عدد سكانها بـ 416 نسمة .